# Präsidentschaftswahl in Kap Verde 2021
Die Präsidentschaftswahl in Kap Verde 2021 fand am 17. Oktober statt. José Maria Neves wurde mit 51,8 Prozent der Stimmen zum Präsidenten gewählt.

## Ergebnis
| Kandidaten              | Parteien                                        | Stimmen | %    |
| ----------------------- | ----------------------------------------------- | ------- | ---- |
| José Maria Neves        | Partido Africano da Independência de Cabo Verde | 96.035  | 51,8 |
| Carlos Veiga            | Movimento para a Democracia                     | 78.603  | 42,4 |
| Casimiro de Pina        | Unabhängig                                      | 3.345   | 1,8  |
| Fernando Rocha Delgado  | Unabhängig                                      | 2.518   | 1,4  |
| Helio Sanches           | Unabhängig                                      | 2.134   | 1,2  |
| Gilson Alves            | Unabhängig                                      | 1.410   | 0,8  |
| Joaquim Monteiro        | Unabhängig                                      | 1.403   | 0,8  |
| Gesamt                  | Gesamt                                          | 185.448 | 100  |
|                         |                                                 |         |      |
| Ungültige Stimmen       | Ungültige Stimmen                               | 5.887   | 3,1  |
| Wähler                  | Wähler                                          | 191.335 | 48,0 |
| Wahlberechtigte         | Wahlberechtigte                                 | 398.690 |      |
|                         |                                                 |         |      |
| Quelle: Boletim Oficial |                                                 |         |      |